# Jardín Botánico de Bergamo "Lorenzo Rota"

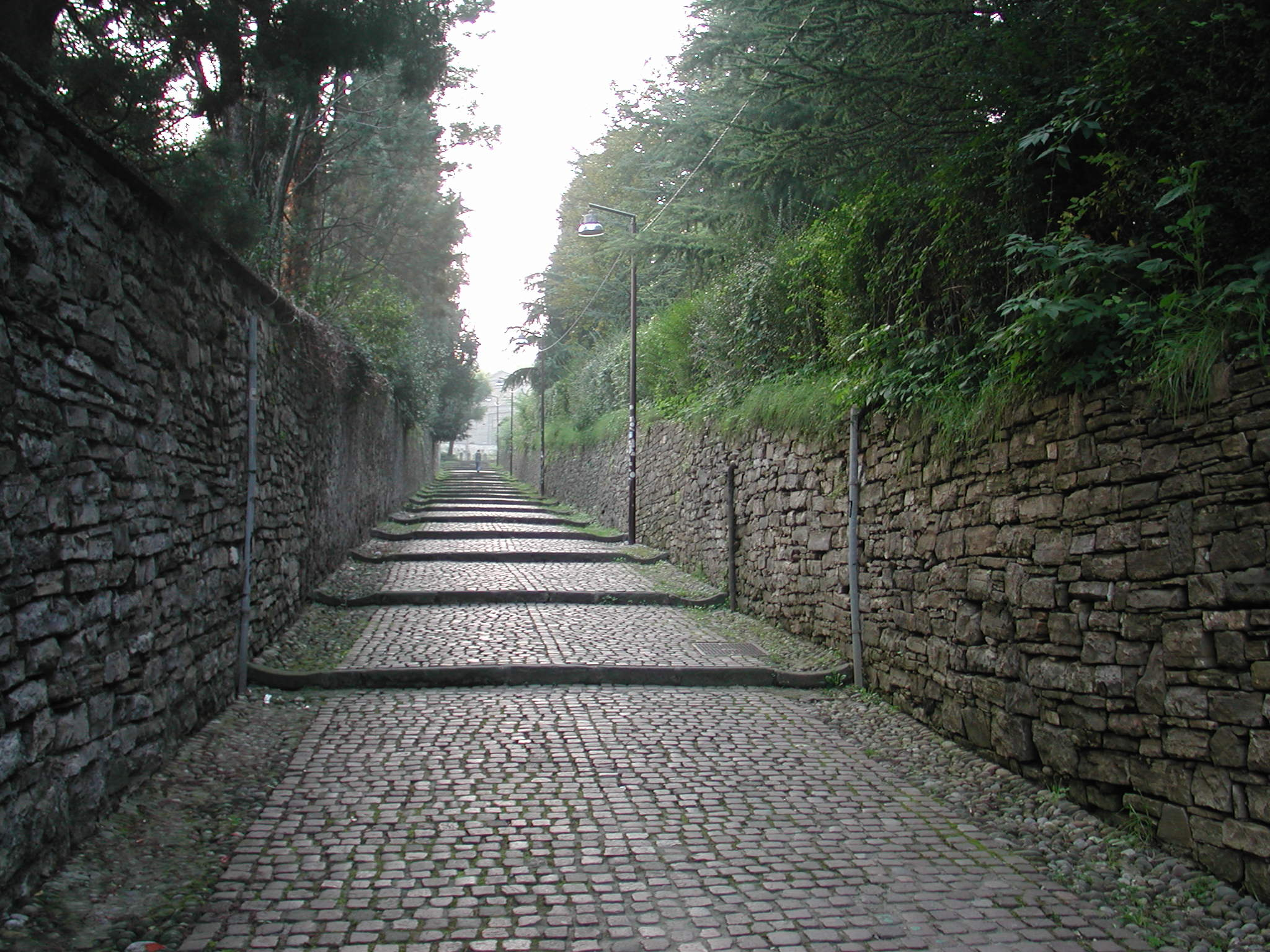
Subida a la Ciudad Alta y al jardín botánico.

El Jardín Botánico de Bergamo "Lorenzo Rota" en italiano : Orto Botanico di Bergamo "Lorenzo Rota" es un jardín botánico de 1357 metros cuadrados cuya administración depende del municipio de Bérgamo en la Lombardía. Es miembro del BGCI. Su código de identificación internacional es BERG.

## Localización
El Orto Botanico di Bérgamo "Lorenzo Rota", se encuentra ubicado en la "Città Alta", cerca del extremo noroeste de la muralla del siglo XVI. Para llegar hasta su entrada hay que recorrer una larga pero cómoda escalera de unos 141 peldaños. 
Passaggio Torre di Adalberto, 2 Bérgamo I - 24129 Italia

## Historia
Su creación como jardín botánico se puede fechar en el año 1972 gracias a los esfuerzos de sus dos promotores principales, el ingeniero jefe del Servicio de Jardines Luciano Malanchini y Guido Isnenghi, agrotécnico gran conocedor de la flora local. Entre ambos contribuyeron a la creación de la Associazione Internazionale Giardini Botanici Alpini (A.I.G.B.A.), la cual tuvo su sede durante varios años en este jardín botánico. 

## Colecciones
Este jardín botánico alberga más de 900 especies, buena parte de las cuales se encuentran agrupadas en micro-hábitat que reproducen ambientes naturales. 
- Plantas de bog,
- Plantas italianas endémicas, exóticas y Mediterráneas, endémicas de la zona Sanguisorba dodecandra, Campanula raineri, Campanula elatinoides, Buphthalmum speciosissimum, Saxifraga vandelli, Saxifraga petraea.
- Suculentas,
- Plantas acuáticas,
- Alpinas - Abies alba, Achnatherum calamagrostis, Alnus viridis, Carlina acaulis, Corydalis lutea, Dryas octopetala, Hieracium pilosella, Horminum pyrenaicum, Larix decidua, Pinus mugo, Rhamnus alpinus, Rhaponticum scariosum, Rhododendron hirsutum, Rubus idaeus, Picea abies, Potentilla grandiflora, Primula hirsuta, Primula auricula, Ranunculus thora, Saxifraga cotyledon, and Vaccinium myrtillus.

- Lombardía - con especies de jardín, incluidas Allium ursinum, Arum italicum, Aruncus dioicus, Asarum europaeum, Betula pendula, Campanula elatinoides, Campanula raineri, Carex pendula, Carpinus betulus, Convallaria majalis, Daphne mezereum, Doronicum pardalianches, Erythronium dens-canis, Euphorbia amygdaloides, Fagus sylvatica, Lathyrus vernus, Leucojum vernum, Omphalodes verna, Osmunda regalis, Pulmonaria officinalis, Ranunculus ficaria, Quercus cerris, Sanguisorba dodecandra, Saxifraga petraea, Saxifraga vandelli, Scilla bifolia, Sorbus aucuparia, Taxus baccata, y Buphthalmum speciosissimum.

- Especies exóticas - incluidas Amsonia tabernaemontana, Bletia hyacinthina, Brunnera macrophylla, Colocasia antiquorum, Corylopsis spicata, Davidia involucrata, Euonymus alatus, Grevillea rosmarinifolia, Raphiolepis indica, Sarcococca confusa, Staphylea colchica, y Telekia speciosa.

- Entre sus especies dignas de mención se encuentran Opuntia dillenii, Euphorbia bubalina, Aeonium arboreum, Genista aetnensis, Myrtus communis, Cistus salvifolius, Acanthus mollis,
- Herbario, con más de 40 000 ejemplares

## Actividades
Una de sus principales actividades es la introducción en sus hábitats naturales de especies que se encontraban amenazadas y en franca regresión.
Así se han introducido y se les sigue su evolución y desarrollo a :
- Osmunda regalis L. , reintroducida en 1995.
- Lycopodiella inundata Holub. , en sus inicios.
- Liparis Ioeselii L.R. Rich. , en sus inicios.

También edita diversas publicaciones tales como monografías, artículos, antologías, . .
Banco de germoplasma e intercambio de semillas con otros botánicos.
Estudios de campo en la zona circundante.